# Felip de Solà i Cañizares
Felip de Solà i Cañizares (Barcelona, 28 de novembre de 1905 - Estrasburg, 30 d'abril de 1965) fou un advocat i polític, diputat a les Corts durant la Segona República.

## Biografia
Fou fill de Felip de Solà de Prats i de Marina Cañizares i Miró, una soprano d'origen català nascuda a La Habana el 1881, qui va fer la primera audició pública d'una cançó del compositor Enric Granados i Campiña, la cançó anomenada La boyra (1900), el dia 13 de febrer de 1902.
Llicenciat en dret, s'especialitzà en dret comparat. El 1930 era l'ànima de la Dreta Liberal Republicana a Catalunya i conspirà contra la monarquia. El 1931 fou escollit regidor de l'ajuntament de Barcelona per la Conjunció Republicano-Socialista, però el 1932 l'abandonà i ingressà en la Lliga Catalana, partit del que en fou cap de la secció política amb Bausili Vidal i Guardiola, i amb el que fou elegit diputat per Barcelona ciutat a les eleccions generals espanyoles de 1933.
No va renovar el seu escó a les eleccions generals espanyoles de 1936, i en esclatar la guerra civil espanyola s'exilià a França. Inicialment signà el manifest dels dirigents de la Lliga favorable a l'alçament militar de juliol de 1936, però l'abril de 1937 se'n desdí i defensà la legalitat republicana i el govern autònom català. El 1945 intentà reactivar la Lliga Catalana i el diari La Veu de Catalunya amb Modest Sabaté, participà en les activitats de l'oposició antifranquista i el 1956 fou nomenat secretari general de l'Acadèmia Internacional de Dret Comparat de la Haia.

## Obres
- El moviment revolucionari a Catalunya (1932)
- Les lluites socials a Catalunya (1812-1934) (1934)
- Iniciación al derecho comparado (1954)
- Tratado de derecho comercial comparado (1964)

Poesia
- Els dos amors. A Regina (presentat als Jocs Florals de Barcelona de 1924)[5]
- Desil·lusió (presentat als Jocs Florals de Barcelona de 1924)[6]